# Lago Demminer
El lago Demminer (en alemán: Demminersee) es un lago situado en el distrito de Llanura Lacustre Mecklemburguesa, en el estado de Mecklemburgo-Pomerania Occidental (Alemania), a una altitud de 66 metros; tiene un área de 8.7 hectáreas.